# Funiculaire de Grasse
Le Funiculaire de Grasse est un projet de funiculaire à Grasse entre la gare ferroviaire et le centre-ville.

## Historique
En 1909 un funiculaire avait été mis en service à Grasse, mais il fut démonté en 1938.
La gare de Grasse a été remise en service en 2005. Depuis lors, l'idée du funiculaire a été développée pour améliorer l'accès à Grasse depuis la gare.

## Description du projet
Le funiculaire comporterait 4 stations pour une longueur de 570 mètres environ et 110 mètres de dénivelé et une pente moyenne de 20 %. Le funiculaire sera composé de deux rames, chacune composée de deux véhicules, reliées par câble.

### Coût
Le coût du projet est estimé à 40 millions d'euros. L'État français finance à hauteur de 5,5 millions d'euros ce projet dans le cadre du développement des projets de transports en commun en site propre inscrit dans le Grenelle de l'Environnement. La région Provence-Alpes-Côte d'Azur subventionne le projet avec un montant de 4 millions d'euros.
Le coût du projet se décompose en :
- 30 millions d'euros pour la conception et la réalisation[2] ;
- 4,5 millions pour les prestations intellectuelles et l'ingénierie[2] ;
- 4 millions pour les acquisitions foncières[2] ;
- 1,5 million pour les aléas[2].

### Réalisation
La réalisation a été confiée le 12 août 2010 au groupement d’entreprises DV Construction (une filiale du groupe Bouygues Construction), Garelli, Poma, Miraglia, Snaf, Systra, Pierre Lorin et AEI.